# Mathilde Panot
Pour les articles homonymes, voir Panot.
Mathilde Panot, née le 15 janvier 1989 à Tours, est une femme politique française. Membre de La France insoumise, elle est députée de la 10e circonscription du Val-de-Marne depuis 2017, et depuis 2021, présidente du groupe La France insoumise à l'Assemblée nationale.

## Biographie

### Origines et formation
Mathilde Françoise Panot, dont le père est formateur en agronomie et la mère professeure de mathématiques, est originaire de la banlieue d'Orléans. Elle passe son enfance et son adolescence à Saint-Pryvé-Saint-Mesmin.
Après une année en classe préparatoire de lettres et sciences sociales à Orléans, elle teste le concours pour entrer dans un IEP, chose qu’elle réussit puisqu’elle arrive après cela sur le campus franco-allemand de Nancy. Lors de sa troisième année d’études à Sciences Po, Mathilde Panot part en Allemagne et commence là-bas à assister à des réunions politiques du Parti de gauche, dans la capitale. C’est finalement en 2013 qu’elle obtient un master en relations internationales de Sciences Po Paris (promotion 2013),.
Durant ses études, elle commence à militer à l'Union nationale des étudiants de France (UNEF).

### Parcours associatif et professionnel
À 18 ans, elle est bénévole au sein de l’ATD Quart monde dans le cadre d’un projet étudiant. Elle décrit cet engagement comme « une manière d’éprouver [sa] colère de façon construite ».
Elle est salariée, jusqu'en 2016, de l'association VoisinMalin, où elle travaille comme manager d'équipe. L'association, qui emploie onze intervenants rémunérés douze heures par mois au smic en 2015, s'apparente à du « community organizing », une méthode de mobilisation conçue aux États-Unis et a des missions diverses : information sur le dépistage du cancer du sein, accompagnement bancaire à La Poste, lutte contre les punaises de lit, etc. L'association est notamment active dans le « quartier sensible » de La Grande Borne, à Grigny,.

### Parcours politique
Son militantisme associatif la conduit vers le milieu politique, un de ses premiers acte militant est sa participation au mouvement contre le contrat première embauche (CPE), en 2005,.
En 2012, à l’approche de la campagne présidentielle, on lui propose d'intégrer le bureau du Front de gauche à Sciences Po. Celle-ci hésite mais finit par accepter malgré un manque de légitimité qu’elle ressent au début.
Après l’obtention de son diplôme, Mathilde Panot cherche un emploi, ce qui s’avère difficile puisque qu’elle est militante au Parti de gauche. Cela dure pendant 8 mois jusqu’à la campagne municipale de 2014, la candidate du Front de gauche à Paris, Danielle Simonnet, lui propose de rejoindre son équipe.
En décembre 2015, elle participe à la création de l’association L’Ère du peuple avec Laurent Mafféïs et Bastien Lachaud. L'association a pour objectif de « servir de support technique et logistique à toutes les initiatives prises au service des idées développées par Jean-Luc Mélenchon pour réaliser la révolution citoyenne ». Mathilde Panot en est la secrétaire et Bastien Lachaud son trésorier.
Depuis octobre 2022, Mathilde Panot est secrétaire de l’association La France insoumise avec Manuel Bompard comme président et pour trésorier Maxime Charpentier, un membre de LFI,.

#### Députée depuis 2017
Lors des élections législatives de 2017, elle est élue députée de la dixième circonscription du Val-de-Marne face à la candidate de La République en Marche, Sheerazed Boulkroun, avec 52,2 % des suffrages exprimés. À l'Assemblée nationale, elle est membre de la Commission du Développement durable et de l'Aménagement du territoire. Le 12 septembre 2018, après la nomination de François de Rugy au gouvernement, elle se présente à l'élection pour la présidence de l’Assemblée nationale, face notamment à Richard Ferrand, qui est élu.
En 2018, elle est membre de la commission d'enquête parlementaire sur la sûreté et la sécurité des installations nucléaires, qui met notamment en lumière des difficultés chez les 160 000 sous-traitants du secteur. En septembre 2019, elle fait une proposition de loi pour protéger ces travailleurs,.
Le 1er octobre 2019, lors d'une visite en Algérie pour rencontrer des personnalités politiques et des militants participant au Hirak, Mathilde Panot est interpellée par la police à Béjaïa, un foyer de la contestation. Elle est reconduite à Alger.
Le 2 février 2021, alors qu'elle va prendre la parole à l'Assemblée nationale, le député Pierre Henriet (Renaissance) la qualifie de « poissonnière », une invective qu'elle qualifie d'« injure sexiste »,,. Pierre Henriet est sanctionné une semaine plus tard d'un rappel à l'ordre avec inscription au procès-verbal, entraînant la privation d'un quart de son indemnité parlementaire pendant un mois.
En 2021, elle préside une commission d’enquête « relative à la mainmise sur la ressource en eau par les intérêts privés et ses conséquences » en Guadeloupe, alors qu'un quart des habitants ne disposent plus d’un accès quotidien à l’eau potable. Le mardi 29 juin, elle interpelle le gouvernement sur la situation constatée sur place. Le 15 juillet 2021, elle présente le rapport final de la commission d'enquête, adopté à l'unanimité des membres de la commission.
Le média en ligne Blast relève que la commission « a abattu un travail considérable » mais « n’est pas parvenue véritablement à répondre à la question, chacun [des acteurs de la distribution de l'eau] rejetant les responsabilités sur les autres… » Le principal responsable de l’effondrement du système guadeloupéen étant la gestion « abracadabrantesque », selon la chambre régionale des comptes, du SIAEAG, le syndicat intercommunal de l’eau et de l’assainissement, sur la période 2005 - 2011. En décembre 2021, elle saisit avec deux autres députés la défenseure des droits pour « violation du droit à l'eau » des Guadeloupéens, ce qui impliquerait l'État français si la violation était avérée,.
Lors des législatives de 2022, elle figure parmi les quinze candidats à avoir dépassé 50 % au premier tour, dont onze de LFI, et a obtenu un des meilleurs scores nationaux de son parti.
Lors des élections législatives anticipées de 2024 suivant la dissolution de l'Assemblée Nationale décidée par Emmanuel Macron, elle est réélue députée dès le premier tour avec 59,27 % des voix.

#### Présidente de groupe parlementaire
Le 18 juin 2019, elle est élue à l'unanimité vice-présidente du groupe La France insoumise à l'Assemblée nationale, une fonction qui n'existait pas jusque-là.
Le 12 octobre 2021, elle succède à Jean-Luc Mélenchon comme présidente du groupe parlementaire La France insoumise, et devient ainsi la plus jeune députée à présider un groupe parlementaire dans l'histoire de l'Assemblée nationale.
Le 21 juin 2022, Mathilde Panot est réélue à l’unanimité à la présidence du groupe La France insoumise-NUPES (LFI-NUPES) à l’Assemblée nationale.
À la suite de la dissolution décidée par Emmanuel Macron en juin 2024, et des élections législatives qui ont suivi, elle est réélue le 9 juillet 2024 à la présidence du groupe La France insoumise-Nouveau Front Populaire (LFI-NFP).

## Prises de position

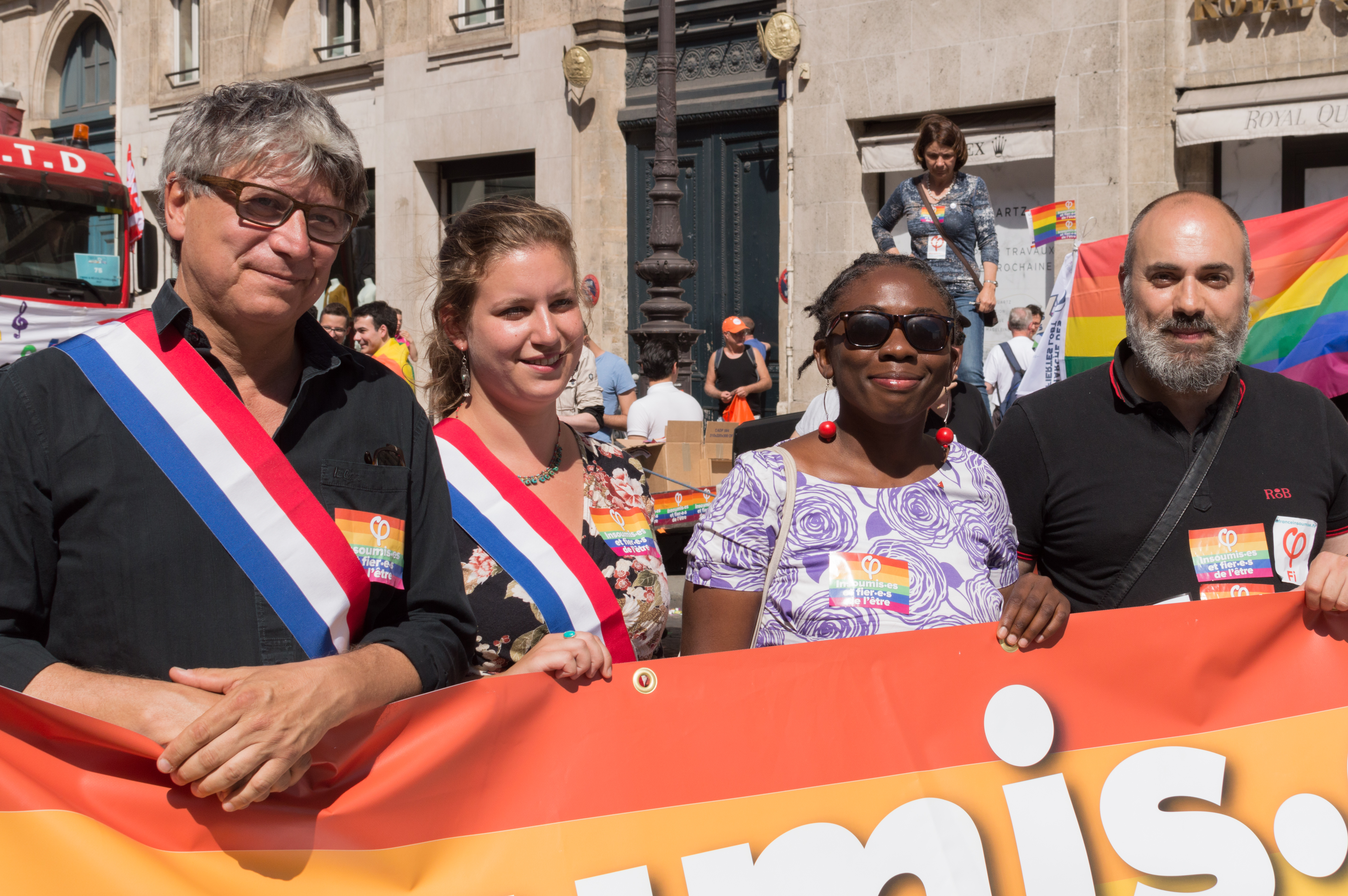
Mathilde Panot (deuxième en partant de la gauche) à la marche des fiertés de Paris en 2017. À sa droite : Éric Coquerel, à sa gauche : Danièle Obono.

En octobre 2017, elle demande la création d’une commission d’enquête sur l'action des pouvoirs publics vis-à-vis de l'ouragan Irma, puis une seconde sur les circonstances de l’assassinat du président du Conseil national révolutionnaire du Burkina Faso, Thomas Sankara.
Engagée sur le thème de l'« écologie populaire »,, elle est chargée en 2018 par La France insoumise de la campagne « Sortir du nucléaire pour le 100% renouvelable », pour laquelle elle organise une votation citoyenne sur le thème du nucléaire en France. 314 530 personnes votent entre le 11 et le 18 mars 2018, en ligne ou dans l'un des 2 000 points de votation. La sortie du nucléaire obtient 93 % des suffrages. À la suite des résultats de cette votation, elle présente une proposition de loi coécrite avec les citoyens pour la sortie du nucléaire et le développement des énergies renouvelables[source secondaire souhaitée].
Le 4 juin 2019, elle se bâillonne avec un foulard à la tribune de l'Assemblée nationale pour dénoncer la réforme du règlement de l'Assemblée nationale, qui réduit le temps de parole et le droit d'amendement des groupes politiques minoritaires.
En septembre 2019, elle lance avec Gaspard D'Allens, journaliste chez Reporterre, une « commission d'enquête citoyenne pour une gestion alternative des forêts », associant parlementaires, syndicalistes forestiers et membres d'associations de protection des forêts. Le 22 juillet 2020, une proposition de loi interdisant les coupes rases de plus de 2 hectares est déposée, cosignée par des députés des groupes Écologie démocratie solidarité, Communiste, Agir ensemble et Libertés, indépendants, outre-mer et territoires (LIOT).
En 2021, elle met en place avec plusieurs organisations politiques, associatives et syndicales, une votation citoyenne sur l'eau. 294 912 personnes votent entre le 22 mars et 13 avril 2021, en ligne ou dans l'un des 20 132 points de votation. L'inscription du droit à l'eau et à l'assainissement dans la Constitution, ainsi que la protection de l'eau et l'interdiction de son accaparement par les multinationales obtiennent 99,61 % des suffrages,.
Selon une étude de l'association Agir pour l'environnement, reprise par plusieurs médias,, mais critiquée par L'Express, elle est de par ses votes — avec Delphine Batho — la députée la plus impliquée dans la préservation de la planète et la lutte contre le dérèglement climatique de la XVe législature,.
En juin 2022, elle dépose une proposition de loi visant à inscrire l'accès à l'IVG dans la Constitution,. En mars 2024, son initiative aboutit lorsque le Congrès inscrit dans la Constitution « la liberté garantie à la femme d’avoir recours à une interruption volontaire de grossesse » (Article 34) après le travail qu'elle a mené avec la députée Aurore Bergé et les sénatrices Mélanie Vogel et Laurence Rossignol,.

## Controverses
Lorsqu'elle est salariée de l'association L'Ère du Peuple, celle-ci la rétribue selon France Info 11 040 euros bruts pour 1 725 heures de travail (soit 2 208 € brut/mois) et selon LFI « près de 40 000 euros tous frais compris sur 9 mois », travail facturé 87 150 € au candidat Jean-Luc Mélenchon.
Le 16 juillet 2022, elle déclenche une vive polémique en publiant, à l'occasion de la célébration du 80e anniversaire de la rafle du Vélodrome d'Hiver, un tweet dans lequel elle affirme qu'Emmanuel Macron « rend honneur » au maréchal Pétain. Elle fait là référence à une polémique de novembre 2018, lorsque le président de la République avait, avant d'y renoncer, décidé d'inclure Philippe Pétain, en tant que général victorieux de la Première Guerre mondiale, dans l'hommage rendu par l'État aux chefs militaires de la Grande Guerre. Malgré la réprobation d'une grande partie de la classe politique, y compris au sein de la NUPES à laquelle elle appartient, elle maintient ses propos.
Le 10 octobre 2023, après l'attaque du Hamas contre Israël, Mathilde Panot désigne le Hamas comme étant « la branche armée qui est aujourd’hui responsable de crimes de guerre ». Cette déclaration suscite des critiques d'opposants politiques envers Panot et LFI, notamment des socialistes au sein de la NUPES,. Le député Jérôme Guedj déplore ses propos en affirmant que « depuis samedi, en ne nommant pas le Hamas comme groupe terroriste, mais comme force armée qui commet des crimes de guerre, LFI légitime le Hamas et ses modes d’action. Et décide délibérément de s’isoler. ».
Le 23 avril 2024, elle est convoquée par la police dans le cadre d'une enquête pour « apologie du terrorisme » à la suite d'un communiqué du groupe LFI à l'Assemblée nationale publié le 7 octobre 2023, jour de l'attaque du Hamas contre Israël,. Le 30 janvier 2025, elle annonce que la plainte est classée sans suite.

## Résultats aux élections législatives
| Année | Parti       | Parti  | Circonscription     | 1er tour | 1er tour | 1er tour | 2d tour | 2d tour | 2d tour | Issue |
| Année | Parti       | Parti  | Circonscription     | Voix     | %        | Rang     | Voix    | %       | Rang    | Issue |
| ----- | ----------- | ------ | ------------------- | -------- | -------- | -------- | ------- | ------- | ------- | ----- |
| 2017  |             | LFI    | 10e du Val-de-Marne | 4 687    | 16,05    | 2e       | 12 547  | 52,22   | 1re     | Élue  |
| 2022  | LFI (NUPES) | 16 122 | 10e du Val-de-Marne | 54,84    | 1re      | 18 739   | 67,63   | 1re     | Élue    |       |
| 2024  | LFI (NFP)   | 25 536 | 10e du Val-de-Marne | 59,27    | 1re      |          |         |         | Élue    |       |